# Nỗi ô nhục Gijón
Nỗi ô nhục Gijón (tiếng Tây Ban Nha: Desgracia de Gijón) là một khái niệm để chỉ trận đấu giữa hai đội tuyển bóng đá quốc gia Tây Đức và Áo tại sân vận động El Molinón ở Gijón, Tây Ban Nha vào ngày 25 tháng 6 năm 1982, nằm trong khuôn khổ của Giải vô địch bóng đá thế giới 1982. Trận đấu này là trận đấu thứ sáu và cũng là trận cuối cùng của bảng 2 thuộc vòng bảng thứ nhất; với trận thứ năm đã kết thúc một ngày trước đó.
Dựa theo các tiêu chí xếp hạng ở vòng bảng, một chiến thắng với cách biệt 1 hoặc 2 bàn cho Tây Đức sẽ giúp cả Áo và Tây Đức được đi tiếp vào vòng trong. Tây Đức ghi bàn thắng duy nhất trong 10 phút đầu tiên, trước khi trận đấu dần trở nên bế tắc trong toàn bộ phần còn lại. Bất chấp sự lên án rộng rãi và đơn khiếu nại chính thức của Algérie – đội do đó đã bị loại – FIFA vẫn phán quyết rằng cả hai đội đều không vi phạm bất kỳ quy định nào.
Sau trận đấu này, cùng với các trận đấu tương tự tại kỳ World Cup trước ở Argentina, FIFA đã sửa đổi hệ thống thi đấu bảng cho các giải đấu trong tương lai để hai trận cuối cùng của mỗi bảng được diễn ra đồng thời, nhưng không hề thừa nhận rằng họ – FIFA – là những người gây ra vấn đề ngay từ đầu. Sự thay đổi này khiến các đội bóng gần như không có cơ hội để dàn xếp trận đấu vì họ không biết trước kết quả cần phải đạt được là gì.
Trong tiếng Đức, trận đấu được gọi với cái tên Nichtangriffspakt von Gijón ("Hiệp ước không xâm lược Gijón") hay Schande von Gijón ("Nỗi nhục Gijón"), trong khi ở Algérie nó được gọi là فضيحة خيخون ( faḍīḥat Khīkhūn, "Vụ bê bối ở Gijón"), và bằng tiếng Pháp le Match de la honte ("Trận đấu đáng xấu hổ"); nó cũng được gọi một cách châm biếm là Anschluss (ám chỉ việc Đức sáp nhập Áo năm 1938).

## Bối cảnh
Giải vô địch bóng đá thế giới 1982 được tổ chức tại Tây Ban Nha từ ngày 13 tháng 6 đến ngày 11 tháng 7 năm 1982 với 24 đội tuyển tham dự và 52 trận đấu. Tại vòng bảng đầu tiên, các đội được chia thành sáu bảng bốn đội, trong đó bảng 2 có sự góp mặt của Áo, Algérie, Tây Đức và Chile. Vào thời điểm đó, mỗi trận thắng chỉ được tính 2 điểm, trận hòa tính 1 điểm và trận thua không có điểm. Sau năm trận đấu của bảng 2, xếp hạng tạm thời như sau (hiệu số bàn thắng bại được xét đến đầu tiên khi bằng điểm):
| VT | Đội     | ST | T | H | B | BT | BB | HS | Đ | Giành quyền tham dự           |
| -- | ------- | -- | - | - | - | -- | -- | -- | - | ----------------------------- |
| 1  | Áo      | 2  | 2 | 0 | 0 | 3  | 0  | +3 | 4 | Còn một trận                  |
| 2  | Algérie | 3  | 2 | 0 | 1 | 5  | 5  | 0  | 4 | Chưa xác định (đã đủ số trận) |
| 3  | Tây Đức | 2  | 1 | 0 | 1 | 5  | 3  | +2 | 2 | Còn một trận                  |
| 4  | Chile   | 3  | 0 | 0 | 3 | 3  | 8  | −5 | 0 | Bị loại                       |

Algérie khởi đầu chiến dịch của mình bằng chiến thắng ngỡ ngàng 2–1 trước Tây Đức trong ngày khai mạc, được mô tả là "bất ngờ lớn nhất ở World Cup kể từ khi Triều Tiên đánh bại Ý vào năm 1966" và là "một trong những cú sốc lớn nhất trong lịch sử World Cup". Algérie cũng trở thành đội châu Phi hoặc Ả Rập đầu tiên đánh bại một đội tuyển châu Âu tại FIFA World Cup. Sau đó, họ đã để thua 0–2 trước Áo trước khi đánh bại Chile 3–2 trong trận đấu cuối cùng. Chiến thắng trước Chile giúp Algérie trở thành đại diện đầu tiên đến từ châu Phi và Ả Rập giành được hai trận thắng tại một kỳ World Cup.
Do Algérie chơi trận đấu đó một ngày trước khi Tây Đức gặp Áo, hai đội châu Âu đều biết họ phải làm gì để giành quyền vào vòng tiếp theo. Chỉ cần Tây Đức thắng với cách biệt một hoặc hai bàn sẽ giúp cả họ và Áo cùng vượt qua vòng đấu bảng dựa trên hiệu số bàn thắng bại. Nếu Tây Đức thắng với cách biệt 4 bàn trở lên, Tây Đức và Algérie sẽ giành quyền đi tiếp. Còn nếu Tây Đức thắng cách biệt đúng 3 bàn, họ sẽ đẩy Áo và Algérie vào tiêu chí xếp hạng tiếp theo (số bàn thắng), trong đó Áo sẽ phải ghi ít nhất hai bàn để đi tiếp theo kịch bản này. Tây Đức sẽ bị loại với tỷ số thua hoặc hòa.

## Trận đấu

### Tóm tắt
Sau mười phút tấn công dữ dội, Tây Đức đã thành công làm tung lưới của đội tuyển Áo bằng bàn thắng của Horst Hrubesch, từ một đường chuyền bên phía cánh trái. Tuy nhiên, tốc độ của trận đấu đã giảm đi đáng kể sau bàn thắng đó, cầu thủ hai đội chủ yếu chuyền bóng cho nhau trong phần sân của mình, rồi bóng được trả về cho thủ môn mỗi khi cầu thủ đối phương áp sát. Hiếm khi mới có những đường bóng dài lên phần sân của đối thủ nhưng không gây ra tác động gì. Có rất ít pha tắc bóng, và cầu thủ cả hai bên đều bỏ lỡ cơ hội một cách cố ý và dường như không cố gắng đạt đến sự chính xác mỗi lần sút về phía khung thành. Cầu thủ Áo duy nhất dường như đã nỗ lực để làm trận đấu sôi động hơn là Walter Schachner, mặc dù không mấy khi thành công, trong khi một trong số rất ít những nỗ lực ghi bàn nghiêm túc của Tây Đức được thực hiện bởi Wolfgang Dremmler.
Màn trình diễn của cả hai đội bị tất cả người xem chỉ trích. Bình luận viên người Tây Đức Eberhard Stanjek của đài truyền hình ARD đã không tiếp tục bình luận trận đấu. Bình luận viên Robert Seeger của Áo tỏ ra khó chịu và yêu cầu khán giả tắt tivi. George Vecsey, một nhà báo của New York Times, nói rằng các đội "dường như làm việc trong sự hòa hợp", mặc dù nói thêm rằng việc chứng minh điều đó là không thể. El Comercio, một tờ báo địa phương, thậm chí đã cho in kết quả của trận đấu trong mục tội phạm.
Các khán giả trên sân cũng tỏ ra thất vọng và bảy tỏ sự bất bình với các cầu thủ. Những tiếng hô vang "¡Fuera, fuera!" ("Ra, ra!"), "¡Argelia, Argelia!" ("Algérie, Algérie!") và "¡Que se besen, que se besen! " ("Hôn đi, hôn đi!", vốn thường được sử dụng trong các đám cưới) đã được các cổ động viên Tây Ban Nha cất lên, trong khi những người ủng hộ Algérie tức giận vẫy tiền giấy về phía các cầu thủ. Trận đấu còn bị chỉ trích bởi cả những cổ động viên của Tây Đức và Áo, những người đã hy vọng vào một trận tái đấu nóng bỏng sau "Điều kỳ diệu ở Córdoba" ở World Cup 1978, nơi Áo đã đánh bại Tây Đức. Một cổ động viên Tây Đức thậm chí đã đốt quốc kỳ để phản đối trận đấu.

### Chi tiết
| Tây Đức      | 1–0      | Áo |
| ------------ | -------- | -- |
| Hrubesch 10' | Chi tiết |    |

| Tây Đức | Áo |

| TM               | 1  | Toni Schumacher       |  |     |
| TĐ               | 15 | Uli Stielike          |  |     |
| HV               | 20 | Manfred Kaltz         |  |     |
| HV               | 4  | Karlheinz Förster     |  |     |
| HV               | 2  | Hans-Peter Briegel    |  |     |
| TV               | 3  | Paul Breitner         |  |     |
| TV               | 6  | Wolfgang Dremmler     |  |     |
| TV               | 14 | Felix Magath          |  |     |
| TĐ               | 11 | Karl-Heinz Rummenigge |  | 66' |
| TĐ               | 9  | Horst Hrubesch        |  | 69' |
| TĐ               | 7  | Pierre Littbarski     |  |     |
| Cầu thủ dự bị:   |    |                       |  |     |
| TM               | 22 | Eike Immel            |  |     |
| HV               | 5  | Bernd Förster         |  |     |
| TV               | 18 | Lothar Matthäus       |  | 66' |
| TĐ               | 8  | Klaus Fischer         |  | 69' |
| TĐ               | 13 | Uwe Reinders          |  |     |
| Huấn luyện viên: |    |                       |  |     |
| Jupp Derwall     |    |                       |  |     |

| TM                            | 1  | Friedrich Koncilia   |     |
| HV                            | 2  | Bernd Krauss         |     |
| HV                            | 3  | Erich Obermayer      |     |
| HV                            | 4  | Josef Degeorgi       |     |
| HV                            | 5  | Bruno Pezzey         |     |
| TV                            | 6  | Roland Hattenberger  |     |
| TĐ                            | 7  | Walter Schachner     | 32' |
| TV                            | 8  | Herbert Prohaska     |     |
| TĐ                            | 9  | Hans Krankl          |     |
| TV                            | 10 | Reinhold Hintermaier | 32' |
| HV                            | 19 | Heribert Weber       |     |
| Cầu thủ dự bị:                |    |                      |     |
| TM                            | 22 | Klaus Lindenberger   |     |
| HV                            | 12 | Anton Pichler        |     |
| HV                            | 13 | Max Hagmayr          |     |
| TV                            | 14 | Ernst Baumeister     |     |
| TĐ                            | 20 | Kurt Welzl           |     |
| Huấn luyện viên:              |    |                      |     |
| Felix Latzke và Georg Schmidt |    |                      |     |

## Kết quả
| VT | Đội     | ST | T | H | B | BT | BB | HS | Đ | Giành quyền tham dự |
| -- | ------- | -- | - | - | - | -- | -- | -- | - | ------------------- |
| 1  | Tây Đức | 3  | 2 | 0 | 1 | 6  | 3  | +3 | 4 | Lọt vào vòng 2      |
| 2  | Áo      | 3  | 2 | 0 | 1 | 3  | 1  | +2 | 4 | Lọt vào vòng 2      |
| 3  | Algérie | 3  | 2 | 0 | 1 | 5  | 5  | 0  | 4 |                     |
| 4  | Chile   | 3  | 0 | 0 | 3 | 3  | 8  | −5 | 0 |                     |

Với chiến thắng 1–0, Tây Đức cùng với Áo và Algérie đều đã có 4 điểm sau 3 trận. Các đội đã được phân định bởi hiệu số bàn thắng bại, trong đó Tây Đức và Áo tiến vào vòng đấu tiếp theo trước Algérie. Sự dàn xếp tỷ số khiến Áo từ bỏ cơ hội đứng nhất bảng (bằng trận thắng hoặc hòa) để đổi lấy cơ hội chắc chắn đi tiếp. Đứng thứ hai ở bảng đấu, Áo được xếp chung bảng ở giai đoạn hai với Pháp và Bắc Ireland. Đối thủ của Tây Đức là chủ nhà Tây Ban Nha và Anh, những đội trước đó đã đánh bại Pháp. Ngoài ra, đối với ba trong số những cầu thủ xuất phát (Horst Hrubesch của Tây Đức, Josef Degeorgi và Roland Hattenberger của Áo), một động lực khác để tránh lối chơi mạnh bạo là việc họ đã bị phạt thẻ trong hai trận đầu tiên của đội mình từ trước đó, và theo các quy tắc có hiệu lực khi ấy, một thẻ vàng nữa cho bất kỳ ai trong số họ trong trận đấu cuối cùng ở vòng bảng sẽ khiến họ phải nghỉ thi đấu một trận khi bắt đầu vòng hai.
Sau trận đấu, đội Tây Đức quay trở lại khách sạn, nơi họ gặp phải những cổ động viên giận dữ ném trứng và các vật thể khác vào họ; và họ đã ném trả bằng bom nước. Các bình luận viên truyền hình Đức và Áo kinh hoàng trước trận đấu đến mức kêu gọi khán giả truyền hình trực tiếp ngừng xem trận đấu. Các quan chức bóng đá Algérie đã đưa ra phản đối chính thức. Chủ tịch Liên đoàn bóng đá Algérie cho rằng trọng tài Bob Valentine lẽ ra phải can thiệp và việc ông không làm như vậy là đáng bị khiếu nại. Tuy nhiên, FIFA cho rằng không có quy tắc nào bị vi phạm từ trận đấu và từ chối thực hiện bất kỳ hành động nào. Cả hai đội bóng đều phủ nhận mọi sự thông đồng trong trận đấu. Huấn luyện viên Tây Đức Jupp Derwall bảo vệ đội của mình trước những lời chỉ trích, chỉ ra rằng Uli Stielike và Karl-Heinz Rummenigge đều không đủ sức khỏe. Tây Đức sau đó đã lọt vào trận chung kết, nơi họ thua Ý 1–3, trong khi Áo thất thủ ở vòng bảng tiếp theo trước đội xếp thứ tư chung cuộc là Pháp.
Từ những diễn biến và kết quả của trận đấu, FIFA đã quyết định sửa đổi thể thức thi đấu; theo đó kể từ giải đấu năm 1986 trở đi, các cặp trận cuối cùng của vòng bảng luôn diễn ra cùng giờ.
Các nhà báo sau đó đã có cái nhìn khác về trận đấu, tự nghi vấn liệu những tuyên bố "không gây hấn" có bị phóng đại hay không. Trên tờ The Irish Times, Rob Smyth đã viết: "10 phút sau bàn thắng của Hrubesch thậm chí còn được mô tả là phấn khích ở một số nền văn hóa, khi Wolfgang Dremmler buộc Friedrich Koncilia phải cản phá xuất sắc (cú sút thứ hai và cũng là cuối cùng trúng đích trong trận đấu) và Paul Breitner bỏ lỡ hai cơ hội tốt. Trận đấu chậm lại ở thời gian giữa hiệp, chủ yếu là do Đức – đội đang chiếm ưu thế đến lúc đó – bắt đầu chơi phản công. Hrubesch lẽ ra đã có cơ hội dứt điểm rõ ràng ở phút 57 nếu anh ta không đỡ hỏng đường chuyền của Felix Magath. Đến phút thứ 77, khi trận đấu đang mất dần ưu thế, Bernd Krauss đột phá trong vòng cấm và buộc Hans-Peter Briegel phải cản phá một cách tuyệt vọng. Một bàn thắng khi đó có thể sẽ khiến Tây Đức bị loại."
Hầu hết tất cả những người tham gia đều phủ nhận việc thỏa hiệp để dàn xếp trận đấu. Reinhold Hintermaier đã lên tiếng trong một cuộc phỏng vấn 35 năm sau kỳ World Cup ở Tây Ban Nha: "Bằng cách nào đó, mọi chuyện diễn ra theo cách của riêng nó - mọi người chỉ nghĩ rằng họ muốn tiến lên phía trước".

## Những trường hợp tương tự
- World Cup 1982, trận Tây Ban Nha gặp Bắc Ireland. Sau sự việc tại Gijón, một sự cố đáng ngờ khác xảy ra trong trận đấu giữa Bắc Ireland và Tây Ban Nha vào ngày 25 tháng 6 năm 1982.[19] Tương tự trận đấu gây tranh cãi giữa Tây Đức và Áo, cả hai đội đều biết rằng một chiến thắng sít sao trước Bắc Ireland sẽ đảm bảo suất đi tiếp vào vòng loại trực tiếp. Sau khi Gerry Armstrong ghi bàn thắng quyết định ở phút 47, trận đấu chứng kiến cường độ giảm đi đáng kể khi không bên nào thực sự nỗ lực để ghi bàn, làm dấy lên lo ngại về tính liêm chính của giải đấu và những lời kêu gọi FIFA phải xem xét lại các quy định của World Cup để ngăn chặn sự thông đồng.
- Thái Lan 3–2 Indonesia, trong đó một hậu vệ Indonesia cố tình đá phản lưới nhà để đội của anh không phải gặp chủ nhà Việt Nam ở bán kết Tiger Cup 1998.[20]
- AS Adema 149–0 SO l'Emyrne, nơi các cầu thủ SO l'Emyrne cố tình phản lưới nhà 149 lần để phản đối các quyết định của trọng tài đã chống lại họ trong trận đấu.[21]
- Barbados 4–2 Grenada, nơi một hậu vệ người Barbados cố tình đá phản lưới nhà để đội của anh có thể thắng cách biệt hai bàn trong hiệp phụ, theo luật bàn thắng vàng độc đáo mà FIFA đã thực hiện.[22]
- Coventry City 2–2 Bristol City, trận đấu cuối cùng của cả hai bên tại Giải hạng nhất Anh 1977. Khi chỉ còn năm phút, các cầu thủ nhận được tin Sunderland thua, đồng nghĩa với việc một trận hòa sẽ cứu cả Coventry và Bristol khỏi nguy cơ xuống hạng. Cả hai bên đều ngừng nỗ lực ghi bàn trong năm phút cuối cùng.[23][24]
- Peru 1–1 Colombia, trận đấu giữa Colombia và Peru mang lại lợi ích cho cả hai đội ở vòng loại World Cup 2018. Colombia trực tiếp giành quyền tham dự vòng chung kết, Peru đánh bại New Zealand trong trận play-off và Chile bị loại, trở thành nạn nhân của hiệp ước này.[25]
- Uzbekistan 0–2 Nhật Bản, một trận đấu thuộc vòng loại bóng đá nữ Thế vận hội Mùa hè 2024 khu vực châu Á. Cả hai đội, cùng được dẫn dắt bởi những huấn luyện viên người Nhật, dường như đều được hưởng lợi từ kết quả này: Nhật Bản tránh phải thi đấu play-off với đối thủ đáng gờm là Úc, trong khi Uzbekistan vẫn duy trì cơ hội giành suất vào vòng play-off nhờ tỷ số thấp. Nhật Bản ghi được hai bàn thắng trong vòng 15 phút đầu tiên, trước khi hai bên tỏ ra thụ động trong suốt thời gian còn lại với không một cú sút nào được thực hiện. Kết quả này đã gián tiếp loại Trung Quốc ra khỏi cuộc chơi. Nhật Bản sau đó đã lọt vào Thế vận hội Mùa hè 2024 nhờ việc đánh bại Triều Tiên trong trận play-off.[26]